# كوبا أمريكا 1975
كوبا أمريكا 1975 هي النسخة الحادية والثلاثون من بطولة كأس أمريكا الجنوبية لكرة القدم والتي أقيمت في الفترة ما بين السابع عشر من يوليو وحتى الثامن والعشرين من أكتوبر لعام 1975. وقد طرأت على هذه النسخة من البطولة العديد من التغيرات الجذرية؛ فقد كانت المرة الأولى التي تقام فيها النهائيات بدون دولة منظمة حيث لعبت المباريات في كل الدول المشاركة على مدار الأربعة أشهر التي أقيمت فيها البطولة، كما تغير اسم البطولة من «كأس أمريكا الجنوبية لكرة القدم» إلى «كوبا أمريكا» وهو الاسم الذي تعرف به البطولة حتى الآن. وقد نال شرف المشاركة في هذه البطولة عشرة منتخبات تم تقسيمهم إلى ثلاث مجموعات ضمت كل منهم ثلاث منتخبات في حين جنبت القرعة منتخب الأوروجواي حامل لقب البطولة السابقة اللعب في الأدوار التمهيدية على أن يشارك مباشرة في نصف نهائي البطولة.

## المجموعات
قسمت التسع فرق المشاركة في دوري المجموعات على ثلاث مجموعات ضمت كل منهم ثلاث فرق لعبوا بنظام دوري من دورين (حيث لعب كل فريق مبارتين ضد كل من منافسيه الأخرين بنظام الذهاب والعودة) واحتسبت النقاط على أساس نقطتين عند الفوز ونقطة واحدة عند التعادل ولا شيء في الهزيمة. ومع نهاية مباريات دوري المجموعات يتأهل بطل كل مجموعة للدور نصف النهائي لينضموا إلى أوروجواي في المربع الذهبي.

### المجموعة الأولى
| الفريق    | النقاط | لعب | فوز | تعادل | هزيمة | له | عليه |
| --------- | ------ | --- | --- | ----- | ----- | -- | ---- |
| البرازيل  | 8      | 4   | 4   | 0     | 0     | 13 | 1    |
| الأرجنتين | 4      | 4   | 2   | 0     | 2     | 17 | 4    |
|           | 0      | 4   | 0   | 0     | 4     | 1  | 26   |

| فنزويلا   | 0 - 4  | البرازيل  |
| فنزويلا   | 1 - 5  | الأرجنتين |
| البرازيل  | 2 - 1  | الأرجنتين |
| الأرجنتين | 11 - 0 | فنزويلا   |
| البرازيل  | 6 - 0  | فنزويلا   |
| الأرجنتين | 0 - 1  | البرازيل  |

### المجموعة الثانية
| الفريق  | النقاط | لعب | فوز | تعادل | هزيمة | له | عليه |
| ------- | ------ | --- | --- | ----- | ----- | -- | ---- |
| بيرو    | 7      | 4   | 3   | 1     | 0     | 8  | 3    |
| تشيلي   | 3      | 4   | 1   | 1     | 2     | 7  | 6    |
| بوليفيا | 2      | 4   | 1   | 0     | 3     | 3  | 9    |

| تشيلي   | 1 - 1 | بيرو    |
| بوليفيا | 2 - 1 | تشيلي   |
| بوليفيا | 0 - 1 | بيرو    |
| بيرو    | 3 - 1 | بوليفيا |
| تشيلي   | 4 - 0 | بوليفيا |
| بيرو    | 3 - 1 | تشيلي   |

### المجموعة الثالثة
| الفريق     | النقاط | لعب | فوز | تعادل | هزيمة | له | عليه |
| ---------- | ------ | --- | --- | ----- | ----- | -- | ---- |
| كولومبيا   | 8      | 4   | 4   | 0     | 0     | 7  | 1    |
| الباراغواي | 3      | 4   | 1   | 1     | 2     | 5  | 5    |
| الإكوادور  | 1      | 4   | 0   | 1     | 3     | 4  | 10   |

| كولومبيا   | 1 - 0 | الباراغواي |
| الإكوادور  | 2 - 2 | الباراغواي |
| الإكوادور  | 1 - 3 | كولومبيا   |
| الباراغواي | 0 - 1 | كولومبيا   |
| كولومبيا   | 2 - 0 | الإكوادور  |
| الباراغواي | 3 - 1 | الإكوادور  |

## نصف النهائي
| كولومبيا                                                    | 3–0 | الأوروغواي |
| ----------------------------------------------------------- | --- | ---------- |
| إيدجار أنخولو 53' · ويلينجتون أورتيز 70' · إيرنستو دياز 90' |     |            |

| البرازيل           | 1–3 | بيرو                                           |
| ------------------ | --- | ---------------------------------------------- |
| روبيرتو باتاتا 54' |     | إينريكي كازاريتو 19' 88' · تيوفليو كوبيلاس 82' |

| الأوروغواي                      | 1–0 | كولومبيا |
| ------------------------------- | --- | -------- |
| فيرناندو مورينا 17' (ركلة جزاء) |     |          |

| بيرو | 0–2 | البرازيل                                                      |
| ---- | --- | ------------------------------------------------------------- |
|      |     | خوليو ميلينديز 10' (هدف في مرماه) · كوزمي دا سيلفا كامبوس 61' |

 (*) تأهلت بيرو عن طريق القرعة إذ لا يتم العمل بقاعدة فارق الأهداف المدفوعة والمقبولة من قبل الكونميبول.

## النهائي
| كولومبيا            | 1–0 | بيرو |
| ------------------- | --- | ---- |
| بونسيانو كاسترو 38' |     |      |

| بيرو                                            | 2–0 | كولومبيا |
| ----------------------------------------------- | --- | -------- |
| خوان كارلوس أوبليتاس 18' · أوزفالدو راميريز 44' |     |          |

| بيرو           | 1–0 | كولومبيا |
| -------------- | --- | -------- |
| هوجو سوتيل 25' |     |          |

## النتائج
| بطل كوبا أميريكا 1975  |
| ---------------------- |
| · بيرو · للمرة الثانية |

## الهدافين
| أربعة أهداف - ليوبولدو لوكي - إيرنستو دياز ثلاثة أهداف - ماريو كيمبس - دانيال كيلر - أوفيديو ميزا - دانيفال - نيلينيو - بالينيا - روبيرتو باتاتا - خوان كارلوس أوبليتاس - أوزفالدو راميريز هدفان - أوزفالدو أرديليس - ماريو زانابريا - كوزمي دا سيلفا كامبوس - لويس أرانيدا - ميجويل أنخيل جامبوا - بونسيانو كاسترو - ويلينجتون أورتيز - بولو كاريرا - هوجو إينريكي كيسي | - كليمينتي رولون - إينريكي كازاريتو - تيوفليو كوبيلاس - بيرسي روخاس هدف وحيد - خوليو دانييل أسعد - رامون بوفيدا - أميريكو جاليجو - روميو - سيرجيو أهومادا - خوليو كريسوستو - كارلوس رينوسو - إيدجار أنخولو - أوزفالدو كاليرو - إدواردو ريتات - جونزالو كاستانيادا - فيليكس لاسو - كارلوس بايز - سيزار كيويو - هوجو سوتيل - فيرناندو مورينا - رامون إيريارتي هدف في مرماه - خوليو ميلينديز |

## وصلات خارجية
- أرشيف RSSSF